# 西半球安全合作学院
西半球安全合作学院（英語：Western Hemisphere Institute for Security Cooperation）是美国国防部下属学院，位于佐治亚州哥伦布班宁堡，依照2001年美国国防授权法建立。该学校原名美国陆军美洲学校（英語：US Army School of the Americas），位于巴拿马。

## 知名毕业生

### 萨尔瓦多
- 罗伯托·达布松（英语：Roberto D'Aubuisson），参与刺杀主教奥斯卡·罗梅罗。

### 阿根廷
- 罗伯托·爱德华多·比奥拉
- 莱奥波尔多·加尔铁里
- 豪尔赫·拉斐尔·魏地拉

### 巴拿马
- 曼努埃尔·诺列加

- 奥良塔·乌马拉

## 知名教官
- 奥斯汀·米勒

## 评价
约瑟夫·肯尼迪二世称本学院培养了太多独裁者。